# Coccidula scutellata
Coccidula scutellata (лат.) — вид божьих коровок. Коровка длиной в 2,5—3 мм. Тело красновато-коричневатого цвета, на котором расположены тонкие волоски и пять чёрных пятен. Пятна изменчивы по своим размерам, иногда они пересекаются. Питается на растениях семейства рогозовых (Typhaceae). Предпочитает влажные биотопы. Новое поколение появляется в июне-июле. Зимует в засохшей траве. В ареал входит Европа (включая Россию), Казахстан и Северная Африка.